# DY Patil Stadium
Het DY Patil Stadium is een stadion gelegen in het Indische Mumbai.

## Beschrijving
Het DY Patil Stadium, dat vernoemd is naar de gouverneur van Bihar, Dnyandeo Yashwantrao Patil, is gelegen in de residentiële wijk Nerul in de buurt van Mumbai. Het stadion heeft een capaciteit van 55.000 personen.

## Bespelers
Het stadion wordt gebruikt voor voetbal en wordt bespeeld door Mumbai City FC.